# Thomas D. Clark
Thomas Dionysius Clark (* 14. Juli 1903 in Louisville, Missouri; † 28. Juni 2005 in Lexington, Kentucky) war ein US-amerikanischer Historiker.
Thomas D. Clark studierte an der Duke University und erwarb dort den Grad Ph.D. Er lehrte 37 Jahre an der University of Kentucky und ist Gründer der Kentucky Archives. Darüber hinaus hatte er Gastprofessuren an zahlreichen Universitäten, darunter Duke, Harvard und Stanford.
Nach Clark wurde das Thomas D. Clark Kentucky Center for History in Lexington benannt.
Zu seinen bekanntesten Bücher zählen Travels in the Old South (1956) und Travels in the New South (1962), beide bei der University of Oklahoma Press in Norman (Oklahoma) erschienen.